# Obispeño

Mapa ukazující rozšíření čumašských jazyků, obispeño je vlevo nahoře, vyznačeno modrou barvou.

Obispeño (nebo též severní čumaština nebo tilhini) byl indiánský jazyk. Používal ho indiánský kmen Čumašů v jižní Kalifornii, v okolí města San Luis Obispo. Jazyk vymřel roku 1917 se smrtí posledního mluvčího, který se jmenoval Rosario Cooper. Hlavním zdrojem informací o tomto jazyce je práce amerického lingvisty Johna Peabodyho Harringtona (1884–1961).
Jazyk patřil do jazykové rodiny čumašské jazyky, byl to jediný jazyk v podrodině severočumašské jazyky. Všechny jazyky z této rodiny už vymřely, poslední z nich začátkem 60. let 20. století. V současnosti existují studenti tohoto jazyka a ti ho nazývají tilhini.